# Mons Ardeshir
Mons Ardaszir – góra na niewidocznej stronie Księżyca, na wschód od Mons André, wewnątrz krateru King. Jej średnica to 8 km. Nazwa, nadana w 1976 roku upamiętnia perskiego króla Ardaszira I.